# موريس ميرلو بونتي
موريس ميرلوبونتي (بالفرنسية: Maurice Merleau-Ponty) (1908–1961 م) فيلسوف فرنسي تأثر بفينومينولوجيا هوسرل وبالنظرية القشتالتية التي وجهت اهتمامه نحو البحث في دور المحسوس والجسد في التجربة الإنسانية بوجه عام وفي المعرفة بوجه خاص. من أهم كتبه بنية السلوك (1942 م) وفينومينولوجيا الإدراك (1945). وقد بين في هذه الأعمال بطلان مطامح علم النفس في تأسيس ذاته كعلم. والنقد هنا ليس موجها فقط إلى علم النّفس بل إلى العلم بشكل عام بسبب نزوع هذا الأخير نحو تقديم فهم اختزالي وجاف للظواهر. ومهمة الفلسفة الفينومينولوجية، حسب ميرلوبونتي، تتمثل في تحقيق الرجوع إلى عالم الحياة الأصلي والبدئي وفي «العودة إلى الأشياء ذاتها».
في لب فلسفة بونتي هناك حجة مستمرة عن الدور التأسيسي الذي يلعبه الإدراك في فهم العالم إضافةً للانخراط به. أعلن ميرلو بونتي -بنفس طريقة علماء الفينومينولوجيا الكبار الآخرين- عن أفكاره الفلسفية بالكتابة عن الفن والأدب واللغويات والسياسة. كان بونتي عالم الفينومينولوجيا الكبير الوحيد في النصف الأول من القرن العشرين الذي ينخرط بدرجة كبيرة بالعلوم بالأخص علم النفس الوصفي. بفضل ذلك الانخراط أصبحت كتاباته ملهمةً في مشروع تطبيع الفينومينولوجيا، وفيه يستخدم علماء الفينومينولوجيا نتائج من علم النفس والعلوم الاستعرافية.
أكد ميرلو بونتي أن الجسد هو الموقع الأساسي لمعرفة العالم، مصححًا التقليد الفلسفي الطويل الذي يضع الوعي بصفته مصدر المعرفة وجزم أن الجسد وما يستقبله لا يمكن فصلهما عن بعض. أدت صياغة أوليّة التجسيد به للابتعاد عن الفينومينولوجيا باتجاه ما كان يُطلق عليه الوجود غير المباشر أو أنطولوجيا جسد العالم، الذي نراه في عمله الأخير غير المكتمل المرئي والمخفي وآخر مقال منشور له بعنوان «عين وعقل».
في أعماله المبكرة، دعم ميرلو بونتي الشيوعية السوفيتية بينما بقي ناقدًا للسياسات السوفيتية والماركسية بشكل عام، ومتبنيًا موقفًا نقديًا مما كان يُطلق عليه الماركسية الغربية. نُشر إقراره بالمحاكمات الشكلية السوفيتية ومعسكرات الاعتقال في رواية الإنسانوية والرعب عام 1947، رغم أنه شجب الرعب السوفيتي بصفته مضادًا للأهداف الإنسانية المزعومة للثورة.

## حياته
وُلد موريس ميرلو بونتي في روشفور بإقليم شارنت ماريتيم بفرنسا عام 1908. توفي والده عام 1913 عندما كان عمره خمسة أعوام. بعد دراسة التعليم الثانوي في مدرسة لويس الكبير الثانوية، أصبح ميرلو بونتي طالبًا في المدرسة العليا للأساتذة، حيث درس إلى جانب جان بول سارتر وسيمون دو بوفوار وسيمون فايل وجان هيبوليت. ارتاد بونتي محاضرات هوسرل في باريس في فبرار 1929. في عام 1929، نال بونتي درجة دبلوم الدراسات العليا (تُعادل تقريبًا درجة الماجستير في الفنون) من جامعة باريس، بناءً على أطروحة (المفقودة حاليًا) فكرة أفلوطين عن الفهم المتعدد التي أشرف عليها إميل برهييه. اجتاز بونتي الاختبار التجميعي في الفلسفة عام 1930. تربى بونتي بصفته كاثوليكيًا لكنه ترك الكنيسة في مرحلة ما من ثلاثينيات القرن العشرين لأنه شعر أن سياساته الاشتراكية لا تتوافق مع التعاليم السياسية والاجتماعية للكنيسة الكاثوليكية.
صنعت مقالة نُشرت في أكتوبر 2014 في صحيفة لوموند قضيةً حول الاكتشافات الحديثة التي تقول إن بونتي هو المؤلف الأكثر احتمالًا لراوية الشمال. قصة عن القطب الشمالي (منشورات غراسيت 1928). بدا أن المصادر المجتمعة من الأصدقاء المقربين (بوفوار وإليزابيث زازا لاكوان) تركت قليلًا من الشك أن جاك هيلير هو اسم مستعار لميرلو بونتي ذو العشرين عامًا.
درّس بونتي أولًا في مدرسة بوفيه الثانوية (1931-1933) وحصل بعدها على زمالة للقيام بأبحاث من الصندوق الوطني للبحث العلمي. بين عامي 1934-1935 درّس بونتي في مدرسة شارت الثانوية. أصبح بعد ذلك عام 1935 مدرسًا في المدرسة العليا للأساتذة، حيث نال درجة الدكتوراه بناءً على كتابين مهمين: بنية السلوك (1942) وفينومينولوجيا الإدراك (1945).
بعد التدريس في جامعة ليون بين عامي 1945 و1948، حاضر ميرلو بونتي في سايكولوجيا وتعليم الطفل في السوربون بين عامي 1949 و1952. نال كرسي الفلسفة في الكوليج دو فرانس من عام 1952 حتى وفاته عام 1961، إذ كان أصغر شخص يُنتخب لهذا المنصب.
إلى جانب التدريس، كان بونتي محررًا سياسيًا في المجلة اليسارية لي تامب موديرن منذ تأسيس الجريدة في أكتوبر 1945 حتى ديسمبر 1952. في شبابه، قرأ كتابات كارل ماركس وزعم سارتر أن ميرلو بونتي حوله إلى الماركسية. عندما لم يكن عضوًا في الحزب الشيوعي الفرنسي ولم يُعرِّف عن نفسه بصفته شيوعيًا، وضع حجةً تبرر المحاكمات الشكلية والعنف السوفيتي من أجل النهايات التقدمية بصورة عامة في عمله الإنسانوية والرعب عام 1947. ومع ذلك، بعد ثلاث سنوات، استنكر بونتي دعمه السابق للعنف السياسي وأنكر الماركسية وناصر الموقف الليبرالي اليساري في كتابه مغامرات الديالكتيك 1955. انتهت صداقته مع سارتر وعمله في لي تامب موديرن بسبب ذلك الموقف، لأن سارتر بقي محتفظًا بسلوك مُفضِّل للشيوعية السوفيتية. أصبح ميرلو بونتي بعد ذلك نشطًا في اليسار الفرنسي غير الشيوعي بالأخص في اتحاد القوى الديمقراطية.
توفي ميرلو بونتي فجاةً بسكتة عام 1961 بعمر الثالثة والخمسين، كما يبدو عند تحضيره لدرس عن رينيه ديكارت، تاركًا مخطوطةً غير مكتملة نُشرت بعد موته عام 1964 إلى جانب ملاحظات مختارة من أعماله عن طريق كلود لوفورت في كتاب المرئي والمخفي. دُفن بونتي في مقبرة بير لاشيز في باريس.

## الفكر

### الوعي
في كتابه فينومينولوجيا الإدراك (نُشر أول مرة في فرنسا عام 1945)، طور ميرلو بونتي مفهوم موضوع الجسد بصفته بديلًا عن المفهوم الديكارتي كوجيتو الأنا. يُعد التمييز بين المفهومين مهمًا بصورة خاصة وعليه أدرك بونتي جوهر العالم خارجيًا. يُعد كل من الوعي والعالم والجسد البشري أشياء مُدرَكة متشابكةً بصورة معقدة ومنخرطة مع بعضها بصورة متبادلة. لا يُعد الشيء الظاهري هو الموضوع الثابت للعلوم الطبيعية، بل الترابط بين الجسد ووظائفه الحسية. عندما يتبنى الجسد أو يناجي (عبارة ميرلو بونتي) الكميات الحسية التي يقابلها، يُفصِّل الجسد بصفته تجسيدًا ذاتيًا الأشياء داخل الإطار الدائم للعالم، من خلال استخدام فهمه ما قبل الواعي وماقبل المُدرَك. إن هذا التفصيل، مع ذلك، لا ينضب (السمة المميزة لأي إدراك وفقًا لميرلو بونتي). الأشياء هي تلك التي يملك جسدنا قبضةً عليها بينما القبضة ذاتها هي وظيفة لملكيتنا للأشياء في هذا العالم. يُعد كل من العالم والإحساس بالذات ظواهر ناشئة في وجود مستمر.
لا يقلل التحيز الأساسي لنظرتنا إلى الأشياء، ووجودها المعطى عند منظور معين وفي لحظة معينة من الزمن من حقيقتها، بل على العكس يؤسس لها، إذ لا يوجد طريق آخر للأشياء كي تتشارك معنا ومع الأشياء الأخرى إلا من خلال الاسكتشات والخطوط العريضة الباهتة والتخطيطات. يتجاوز الشيء نظرتنا ولكنه يظهر بفضل تقديم ذاته إلى نطاق من الرؤى الممكنة. يرتبط موضوع الإدراك جوهريًا بخلفيته؛ أي برابطة العلاقات ذات المعنى بين الأشياء داخل العالم. ولأن الموضوع لا ينفصم عن عالم العلاقات ذات المعنى، يعكس كل موضوع الموضوع الآخر (شيء يُشبه تفرد لايبنتز). عبر الانخراط في العالم -الوجود في العالم- يختبر الملاحظ ضمنيًا كل وجهات النظر حول ذلك الموضوع الآتي من كل الأشياء المحيطة ببيئته، بالإضافة إلى وجهات النظر المحتملة التي يملكها الموضوع حول الموجودات حوله.
يُعد كل موضوع مرآةً للآخرين. لا يُعد إدراكنا للموضوع من خلال كل وجهات النظر موضعًا للاقتراح أو إدراكًا مرسومًا بوضوح، بدلًا من ذلك، يُعد إدراكًا واضحًا يوجد بناءً على الانخراط الأساسي للجسد وفهمه للعالم وللمعاني التي تكون الجشتالت المُدرَك للمنظر المحيط. فقط بعد اندماجنا داخل البيئة لندرك الأشياء، نتمكن من توجيه انتباهنا نحو أشياء معينة داخل المنظر المحيط لكي نحددها بوضوح أكبر. لا يعمل هذا الانتباه، مع ذلك، عبر توضيح ما يُرى أساسًا، ولكن عبر بناء جشتالت جديد يُوجه نحو شيء جديد. ولأن انخراطنا الجسدي مع الأشياء مؤقت دائمًا وغير محدد، نواجه أشياء ذات معنى في عالم موحد رغم أنه ذو نهايات مفتوحة.

## روابط خارجية
- موريس ميرلو بونتي على موقع الموسوعة البريطانية (الإنجليزية)
- موريس ميرلو بونتي على موقع ميوزك برينز (الإنجليزية)
- موريس ميرلو بونتي على موقع إن إن دي بي (الإنجليزية)